# Le Violon d'Ingres
Le Violon d'Ingres é uma fotografia em preto e branco criada pelo artista visual norte-americano Man Ray, em 1924. A imagem foi publicada pela primeira vez na revista surrealista Littérature, em junho de 1924. A imagem mostra a modelo Kiki de Montparnasse de costas, nua até abaixo da cintura, com dois f-holes para fazer seu corpo parecer um violino.
Em 14 de maio de 2022, uma impressão original da famosa fotografia foi arrematada por US$ 12,4 milhões, tornando-se a fotografia mais cara da história. A venda ocorreu durante o leilão da Christie’s, em Nova York, dedicado à arte surrealista.